# Esther Mukwasa
Esther Nakalange Mukwasa (* 24. Oktober 1996) ist eine sambische Fußballspielerin.

## Karriere

### Verein
Mukwasa spielt derzeit für die Indeni Roses.

### Nationalmannschaft
Mit der sambischen A-Nationalmannschaft nahm sie an der Afrikameisterschaft 2014 teil.
Danach war sie Teil des Kaders beim Olympiaturnier der Spiele 2020 und kam hier beim ersten Gruppenspiel gegen die Niederlande kurz zum Einsatz, als sie in der 87. Minute für Margaret Belemu eingewechselt wurde. Dies verblieb ihr einziger Einsatz bei diesem Turnier.